# Luis Llosa

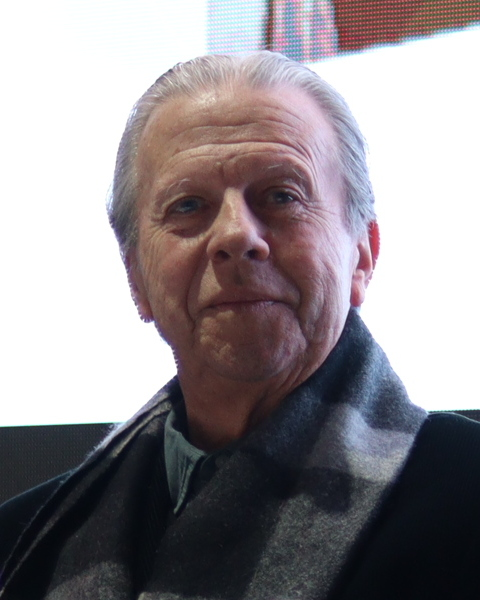
Luis Llosa

Luis Llosa (* 1951 in Lima) ist ein peruanischer Filmproduzent und Regisseur. Er ist einer der einflussreichsten Film- und Fernsehmacher seines Heimatlandes und wurde durch Hollywoodproduktionen in den 1990er-Jahren auch international bekannt.

## Karriere
Llosa interessierte sich schon früh für Film und Fernsehproduktionen und arbeitete während seines Studiums in Lima als Filmkritiker, bis er in den 1970ern TV-Dokumentationen zu drehen begann. Nach dem Entwerfen und Drehen kommerziell erfolgreicher Serien und Doku-Soaps in den 1980ern nahm Llosa eine rege Produzententätigkeit auf und wurde ab den frühen 1990er-Jahren mit zahlreichen, in erster Linie auf Unterhaltung abzielenden Filmen, Serien und TV-Shows zu einer der präsentesten Figuren des peruanischen Fernsehens.
Als Regisseur wurde er nach Thrillern wie Hour of the assasin (1987) und Crime Zone (1989, mit David Carradine in der Hauptrolle) für größere Hollywoodproduktion verpflichtet. Der Actionthriller Sniper – Der Scharfschütze (1993) mit Tom Berenger und Billy Zane in den Hauptrollen wurde zu einem internationalen Erfolg, an dessen Fortsetzungen Llosa aber nicht weiter beteiligt war. Die Kritik rezensierte den Film zwar in Bezug auf seine Handlung durchschnittlich, attestierte Llosa jedoch ein Händchen für die Inszenierung von Actionsequenzen. Llosas bereits 1991 gedrehter und nach dem Erfolg von Sniper in die Kinos nachgeschobener Fire on the Amazon mit Sandra Bullock wurde hingegen von der Kritik verrissen und floppte. Sein nächster Actionfilm The Specialist (1994) wurde ebenfalls schlecht rezensiert, an den Kinokassen jedoch, wohl in erster Linie aufgrund des Staraufgebots mit Sylvester Stallone und Sharon Stone und schon im Vorfeld bekannt gewordener und beworbener erotischer Szenen, ein – wenn auch moderater – Erfolg.
Ähnlich verhielt es sich mit dem 1997 erschienenen Tierhorrorfilm Anaconda, für den Llosa zwar ein überwiegend schlechtes Arbeitszeugnis von der Fachpresse erhielt und für den Negativpreis Goldene Himbeere nominiert wurde (eine prominente Ausnahme stellte Roger Ebert dar, der sich für den Film begeisterte), jedoch einen weiteren finanziellen Erfolg verbuchen konnte. Wie schon im vorangegangenen Film hatten die Produzenten beim Casting ein glückliches Händchen bewiesen und vor allem die leicht bekleidete Jennifer Lopez hinterließ beim Publikum einen nachhaltigen Eindruck. Anaconda avancierte zu einem mehrfach fortgesetzten Kultfilm seines Genres, die mehrfach an Llosa herangetragenen Angebote, Fortsetzungen oder ähnliche Projekte zu übernehmen, lehnte er jedoch ab. Er konzentrierte sich in der Folge erneut auf seine Produzententätigkeit, bis er 2005 den fünf Jahre zuvor erschienenen Roman seines Cousins und Literaturnobelpreisträgers Mario Vargas Llosa, Das Fest des Ziegenbocks verfilmte. An der Drehbuchadaption war er selbst beteiligt, produziert wurde der Film in Europa. Llosas erster dramatischer Kinofilm stieß bei der Kritik auf ein gemischtes Echo.

## Familie
Llosa ist ein Cousin des peruanischen Schriftstellers Mario Vargas Llosa und Onkel der Filmregisseurin Claudia Llosa.

## Filmographie (Auswahl)
- 1993: Sniper – Der Scharfschütze (Sniper)
- 1993: Mord in der grünen Hölle (Fire on the Amazon)
- 1994: Der Spezialist (The Specialist)
- 1997: Anaconda
- 2006: Das Fest des Ziegenbocks (La fiesta del chivo)